# Propitiatoire

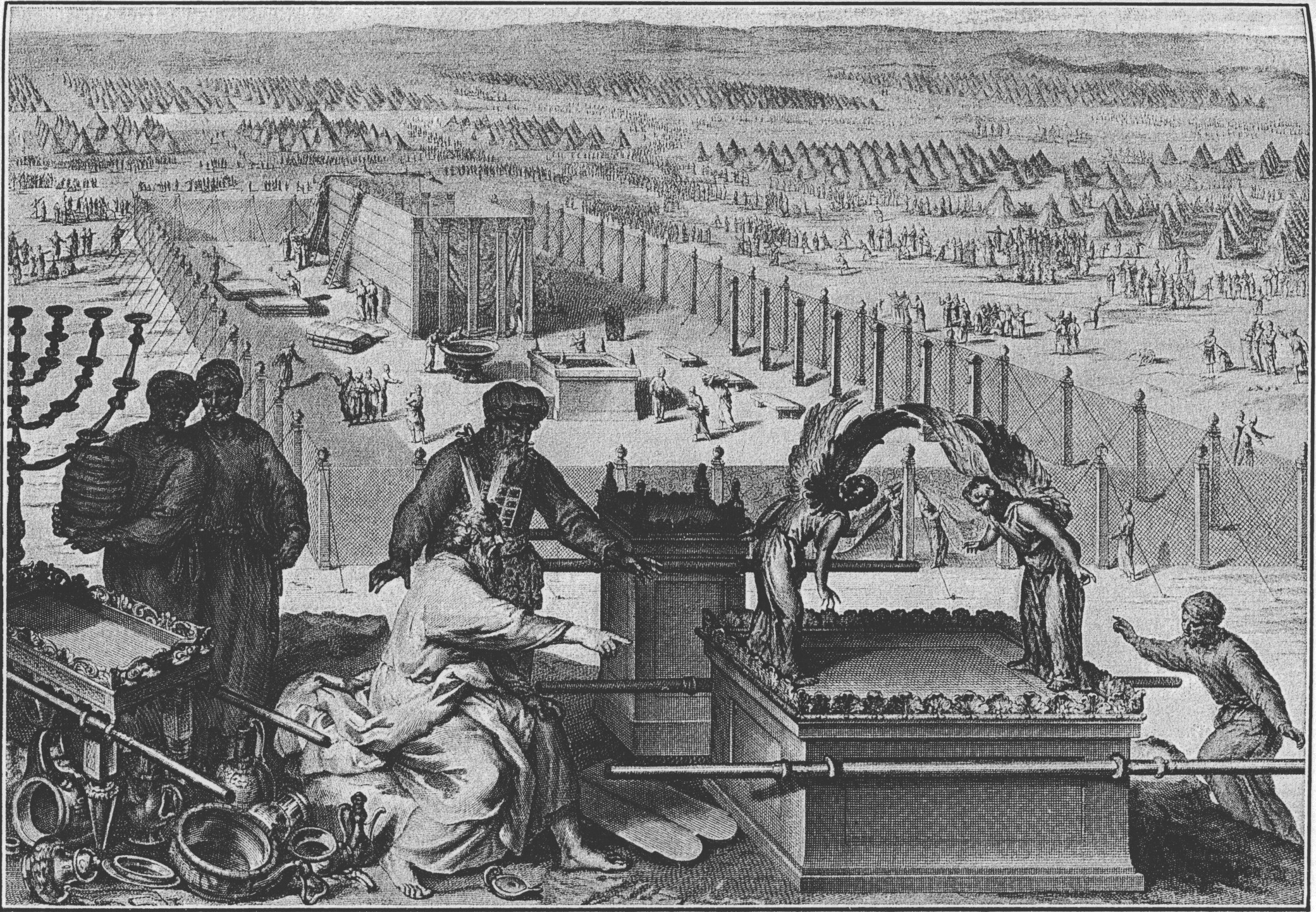
Illustration du couvercle de l'Arche d'alliance.

Le propitiatoire est le couvercle de l'Arche d'alliance. Le mot est une substantivation, antérieure à 1170, de l'adjectif latin, et français, qui qualifie toute action, dite propitiation, comme un sacrifice, ou tout monument (temple, mausolée) visant à rendre propice, c'est-à-dire à s'attirer les faveurs (pardon, grâce divine) ou la clémence de la divinité, de la puissance ou de l’autorité morale qu’on veut honorer ou dont on veut commémorer le souvenir, la force ou l’importance.
L'intercession de saints propitiatoires a pour but d'attirer certaines faveurs : « Saint Paul et saint Pierre facilitent une union, le Petit Jésus de Prague attire les clients dans une épicerie, saint Joseph, patron des hommes, apporte du travail, saint Antoine de Padoue, prié pendant neuf jours, en déposant un bol d'eau bénite sur sa table, permet de retrouver l'objet ou l'être perdu ».
La description de l'objet se trouve dans le livre de l'Exode chapitre 25, au cours des ordres de l'Éternel donnés à Moïse pour la construction du tabernacle. En hébreu, le propitiatoire est KPRT, Kapperèt, couvercle, dont la racine KPR, qui exprime l'idée de couvrir physiquement mais aussi d'expier, se retrouve dans Kippour.
Le propitiatoire est fait d'or pur. Ses dimensions sont d'environ 125 cm de longueur sur 75 cm de largeur. À ses deux extrémités, un chérubin sort du propitiatoire. Les chérubins, faits d'or battu, se font face en regardant le couvercle, et étendent leurs ailes qui couvrent le propitiatoire (pour plus de détails voir Exode, 25:17-22).
Lieu de manifestation de l'Éternel sur le haut du propitiatoire entre les deux chérubins (Exode, 25:22 ; Lévitique, 16:2), il est le trône de YHVH (1 Ch 28,2 ; Ps 132,7).
Une fois par an, le propitiatoire était aspergé de sang expiatoire par le souverain sacrificateur pour la purification des péchés (Lévitique, 16:14-17)
Dans le Nouveau Testament, l'Épître aux Hébreux fait mention du propitiatoire, à travers l'action du Christ dans le sanctuaire (Épître aux Hébreux, chapitre 9).